# Fédération PSOL REDE
La fédération PSOL REDE (Federação PSOL REDE) est une coalition politique brésilienne de centre gauche à gauche radicale fondée le 17 mai 2022 et composée du Parti socialisme et liberté (PSOL) et du parti écologiste Réseau autosuffisant (pt) (REDE) pour les élections parlementaires de 2022.

## Historique

### Formation
Lors des discussions en décembre 2021 entre le centre-gauche et la gauche afin de créer la future fédération du Brésil de l'espoir, le Parti socialisme et liberté (PSOL) est membre des négociations. Néanmoins, celui-ci exprime rapidement le souhait de quitter la coalition, pouvant s'expliquer par les relations difficiles de Marina Silva, ancienne ministre de Lula, avec le Parti des travailleurs.
En mai 2022, la Fédération PSOL REDE est créée entre PSOL et le Réseau autosuffisant (pt) (REDE) afin de mener la campagne des élections parlementaires de 2022.
Officiellement, la fédération déclare soutenir la candidature de Lula pour l'élection présidentielle, mais permet également de soutenir d'autres candidats, en raison du différend de Marina Silva avec le PT.
La fédération est constituée le 17 mai et enregistrée par le Tribunal supérieur électoral le 26 mai,.

## Composition
| Parti | Parti | Parti                              | Idéologie                                                   | Dirigeant             |
| ----- | ----- | ---------------------------------- | ----------------------------------------------------------- | --------------------- |
|       |       | Parti socialisme et liberté (PSOL) | Socialisme démocratique Socialisme libertaire Écosocialisme | Juliano Medeiros (pt) |
|       |       | Réseau autosuffisant (pt) (REDE)   | Écologie politique Écologisme Lutte contre la corruption    | Heloísa Helena (pt)   |